# Aepeomys
Aepeomys là một chi động vật có vú trong họ Cricetidae, bộ Gặm nhấm. Chi này được Thomas miêu tả năm 1898. Loài điển hình của chi này là Oryzomys lugens Thomas, 1896.

## Các loài
Chi này gồm các loài: